# Jaroslav Hájek (houslista)
Jaroslav Hájek (rusky Ярослав Ярославович Гаек / Jaroslav Jaroslavovič Gajek, 27. listopadu 1882, Hradec Králové – 11. března 1919, Saratov) byl český houslista působící v Rusku.

## Hudební činnost
V letech 1896–1902 studoval na Pražské konzervatoři u Otakara Ševčíka. Poté byl krátce koncertním mistrem České filharmonie a v roce 1904 se pod vedením Oskara Nedbala zúčastnil (též jako sólista) zájezdu orchestru do Pavlovska u Petrohradu. 
Na Sevčíkovo doporučení se ujal funkce koncertního mistra v Helsinské filharmonii a koncertoval ve Finsku jako sólista v doprovodu svého bratra, klavíristy Emila Hájka.
Od roku 1906 vyučoval na pozvání Stanisława Eksnera na Saratovské hudební škole (od roku 1912 Saratovské konzervatoři, kde Hájek nastoupil na místo profesora hry na housle. 
Mezi jeho studenty patřili Jakov Iljič Rabinovič a Dmitrij Michajlovič Cyganov .